# Recopa de Europa de baloncesto 1978-79
La Recopa de Europa de Baloncesto 1978-79 fue la decimotercera edición de esta competición organizada por la FIBA que reunía a los campeones de las ediciones de copa de los países europeos. Tomaron parte 20 equipos, dos menos que en la edición precedente, proclamándose campeón por tercer año consecutivo el equipo italiano del Gabetti Cantù, en una final disputada en la ciudad croata de Poreč.

## Participantes
| Italia         | 2 | Sinudyne Bologna  | Gabetti Cantù |
| Austria        | 1 | UBSC Wien         |               |
| Bélgica        | 1 | Avanti Brugge     |               |
| Checoslovaquia | 1 | Dukla Olomouc     |               |
| Dinamarca      | 1 | BMS               |               |
| Inglaterra     | 1 | Team Fiat Stars   |               |
| Finlandia      | 1 | Playhonka         |               |
| Francia        | 1 | ASVEL             |               |
| Hungría        | 1 | Vasas             |               |
| Islandia       | 1 | ÍS                |               |
| Israel         | 1 | Hapoel Tel Aviv   |               |
| Luxemburgo     | 1 | Etzella           |               |
| Países Bajos   | 1 | EBBC              |               |
| Polonia        | 1 | Śląsk Wrocław     |               |
| Portugal       | 1 | Sangalhos         |               |
| España         | 1 | FC Barcelona      |               |
| Suecia         | 1 | Helsingborg       |               |
| Turquía        | 1 | Tofaş             |               |
| Yugoslavia     | 1 | Radnički Belgrade |               |

## Primera ronda
| Equipo 1          | Agr.    | Equipo 2        | Ida    | Vuelta |
| ----------------- | ------- | --------------- | ------ | ------ |
| EBBC              | 169–148 | Hapoel Tel Aviv | 83–67  | 86–81  |
| Avanti Brugge     | 208–127 | Etzella         | 110–61 | 98–66  |
| Radnički Belgrade | 207–176 | Tofaş           | 114–79 | 93–97  |
| Dukla Olomouc     | 146–140 | Vasas           | 67–57  | 79–83  |
| Helsingborg       | 187–142 | BMS             | 106–66 | 81–76  |
| Playhonka         | 176–187 | Śląsk Wrocław   | 98–87  | 78–100 |
| Sangalhos         | 123–235 | UBSC Wien       | 72–97  | 51–138 |

## Segunda ronda
| Equipo 1          | Agr.    | Equipo 2        | Ida    | Vuelta |
| ----------------- | ------- | --------------- | ------ | ------ |
| EBBC              | 179–152 | Avanti Brugge   | 106–67 | 73–85  |
| Radnički Belgrade | 208–168 | Dukla Olomouc   | 111–83 | 97–85  |
| Helsingborg       | 147–183 | Śląsk Wrocław   | 64–82  | 83–101 |
| UBSC Wien         | 203–159 | Team Fiat Stars | 115–77 | 88–82  |
| ÍS                | 158–249 | FC Barcelona    | 79–125 | 79–124 |

Clasificados automáticamente para la fase de cuartos de final
- Gabetti Cantù (defensor del título)
- Sinudyne Bologna
- ASVEL

## Cuartos de final
Los cuartos de final se jugaron con un sistema de todos contra todos, divididos en dos grupos.
|  | Clasificados para semifinales |

|    | Equipo            | PJ | Pts | G | P | PF  | PC  | Dif. |
| -- | ----------------- | -- | --- | - | - | --- | --- | ---- |
| 1. | FC Barcelona      | 6  | 11  | 5 | 1 | 566 | 520 | +46  |
| 2. | Sinudyne Bologna  | 6  | 10  | 4 | 2 | 539 | 499 | +40  |
| 3. | Radnički Belgrade | 6  | 9   | 3 | 3 | 526 | 543 | -17  |
| 4. | UBSC Wien         | 6  | 6   | 0 | 6 | 473 | 542 | -69  |

|    | Equipo        | PJ | Pts | G | P | PF  | PC  | Dif. |
| -- | ------------- | -- | --- | - | - | --- | --- | ---- |
| 1. | EBBC          | 6  | 11  | 5 | 1 | 536 | 482 | +54  |
| 2. | Gabetti Cantù | 6  | 10  | 4 | 2 | 548 | 518 | +30  |
| 3. | ASVEL         | 6  | 9   | 3 | 3 | 537 | 516 | +21  |
| 4. | Śląsk Wrocław | 6  | 6   | 0 | 6 | 480 | 585 | -105 |

## Semifinales
| Equipo 1         | Agr.    | Equipo 2      | Ida   | Vuelta |
| ---------------- | ------- | ------------- | ----- | ------ |
| FC Barcelona     | 172–185 | Gabetti Cantù | 89–84 | 83–101 |
| Sinudyne Bologna | 177–178 | EBBC          | 85–73 | 92–105 |

## Final
22 de marzo, SRC Veli Jože, Poreč
| Equipo 1      | Resultado | Equipo 2 |
| ------------- | --------- | -------- |
| Gabetti Cantù | 83–73     | EBBC     |

| 22 de marzo de 1979 | Gabetti Cantù                              | 83–73       | EBBC                           | |  |
|                     | Parciales: 40-39, 43-34                    |             |                                | |  |
|                     | Estadísticas John Neumann, Dave Batton, 20 | Reporte Pts | Estadísticas Kees Akerboom, 19 | Pabellón: SRC Veli Jože, Poreč Asistencia: 1.500 espectadores Árbitros: Mikhail Davidov (URS), Yvan Mainini (FRA) |  |

| Campeón de la Recopa de Europa 1978–79 |
| -------------------------------------- |
| Gabetti Cantù 3.er titulo              |